# Parrana San Martino
Parrana San Martino è una frazione del comune italiano di Collesalvetti, nella provincia di Livorno, in Toscana.

## Geografia fisica
Parrana San Martino sorge lungo le pendici orientali dei Monti Livornesi, a circa 200 metri sul livello del mare, dove il bosco cede il posto ad ampie vallate coltivate; uno scenario particolarmente suggestivo durante il periodo primaverile.
Il clima è mediterraneo con punte di continentalità. Le temperature minime in inverno vanno moderatamente sotto zero soprattutto quando è sereno e talvolta nevica con accumuli notevoli.

## Storia
Originariamente si parlava di Parrana Vecchia e Parrana Nuova per indicare l'ubicazione di due ville con annesse due chiese: la prima dedicata a san Giusto (Parrana Vecchia) e l'altra a San Martino. Entrambe sotto la giurisdizione della Pieve di San Lorenzo in Piazza, in diocesi di Pisa.
La firma della pace tra la Repubblica di Pisa ed il regno d'Aragona (25 aprile del 1327) vede tra gli ambasciatori pisani un tal Messer Jacopo de' Gualandi di Parrana. Nel 1805, all'epoca della istituzione del vescovato livornese, la chiesa di S. Martino venne assegnata ad esso ed elevata a pieve.

## Monumenti e luoghi d'interesse
Di particolare interesse artistico è l'Acquedotto Lorenese. Originandosi dalle sorgenti di Colognole (frazione di Collesalvetti) con un percorso di diciotto chilometri raggiunge la città di Livorno, che dal 1816 al 1912 lo ha utilizzato come principale mezzo di rifornimento idrico. Il condotto, in pietra, attraversa le Parrane e si articola tra trafori ed arcate, in particolare in doppie arcate in località Botro Caldo e Rio Corbaia.
Nel tratto da Parrana a Nugola l'acquedotto attraversa le colline con trafori e gallerie (Bellavista, traforo del Fornello), per proseguire lungo la via delle Sorgenti e giungere a Livorno, presso il Cisternino di Pian di Rota, dove troviamo il cosiddetto Purgatorio inaugurato nel 1852 e che fino agli ultimi anni dell'Ottocento ha funzionato come sistema di depurazione per il filtraggio delle acque. Da qui le condotte raggiungono il Cisternone, costruito tra il 1829 ed il 1842, e quindi il Cisternino di città, mai entrato in funzione.

## Geografia antropica
Gli abitanti di Parrana San Martino usano da sempre riferirsi a particolari località del paese utilizzando toponimi quali Pietreto, Torciano (le due località principali, dal punto di vista politico la prima storicamente rossa, la seconda bianca), La Casetta, I Campacci, L'Aietta, La Casa, Il Pino, La Bottega, e altri.